# Grande-Rivière Château
Grande-Rivière Château – gmina we Francji, w regionie Burgundia-Franche-Comté, w departamencie Jura. W 2013 roku liczba ludności wynosiła 650 mieszkańców. 
Gmina została utworzona 1 stycznia 2019 roku z połączenia dwóch ówczesnych gmin: Château-des-Prés oraz Grande-Rivière. Siedzibą gminy została miejscowość Le Guillons. 